# 유오성 (바둑 기사)
유오성(兪旿成, 1988년 11월 14일 ~ )은 대한민국의 바둑 기사이다.

## 약력
2008년 제13회 삼성화재배 아마오픈에서 우승을 차지했으며, 제6회 국무총리배 준우승을 했다. 2009년 제37기 하이원리조트배 명인전 아마선발전 C조에서 우승을 했으며, 2012년 제17회 LG배 세계기왕전 아마추어 대표와 2012 초상부동산배 한중아마대항전 한국대표로 선발되었다. 2012 olleh배 본선3라운드에 진출했다. 그 후, 2013년 제132회 일반 입단대회를 통해 입단하였다. 2014년 2단을 거쳐 2015년 8월에 3단으로 승단하였다. 2016년 2015-16 olleh배 GIGA(棋加)찬 바둑열전 본선과 제35회 KBS바둑왕전 본선에 진출했고 4단으로 승단했다. 2017년 제36회 KBS바둑왕전 본선에 올랐으며 2018년에 5단을 거쳐 2020년에 6단으로 승단했다. 2021년 6월 유병용(俞炳龍)에서 "유오성"이라는 이름으로 개명했다. 2023년에 8단으로 승단했다.